# Kombat (localidad)
Kombat es una pequeña población en el margen sur de la cadena Otavi Mountainland en el norte de Namibia. Se encuentra en el camino entre Otavi y Grootfontein. Existió una mina de cobre en las décadas de 1960 y 1970, operada por la empresa Tsumeb Corporation Limited, aunque está poco claro si esta mina está aún en operaciones. El nombre del poblado no tiene relación con la palabra «combate». Deriva de un término nativo que significa «el lugar de la jirafa» o «jirafas bebiendo» o expresiones similares. Las zonas circundantes de arbustos son vasta y poco pobladas y a comienzos de la década de 1970 unas pocas jirafas todavía vagaban libremente en el distrito, junto con kudú (antílope), eland y algunos otros pocos grandes animales. Aparte de la minería, la principal actividad económica del área es la ganadería.
- Datos: Q119701
- Multimedia: Kombat Mine / Q119701